# Kroczyn
Kroczyn [pronunciación en polaco: /ˈkrɔt͡ʂɨn/] es un pueblo ubicado en el distrito administrativo de Gmina Dorohusk, dentro del Condado de Chełm, Voivodato de Lublin, en Polonia oriental, cercano a la frontera con Ucrania. Se encuentra aproximadamente a 12 kilómetros al suroeste de Dorohusk, a 14 kilómetros al este de Chełm, y a 78 kilómetros al este de la capital regional Lublin.